# Турчанинова, Наталья Владимировна
Наталья Владимировна Турчанинова (род. 18 мая 1976, Москва) — российская писательница, в основном в жанре фэнтези.
Дебютный роман «Рубин Карашэхра» (в соавторстве с Еленой Бычковой), первый в одноименной трилогии про ангелов и демонов, в 2004 году получил награду «Серебряный кадуцей» на международном фестивале фантастики «Звездный мост», а также издательскую премию «Кинжал Без Имени» в номинации лучший дебют года. Роман «Лучезарный» (заключительный в трилогии «Рубин Карашэхра») назван «Книгой Года», как лучшее продолжение отечественного цикла, журналом «Мир фантастики» в 2007 году.
Наиболее известен цикл «Киндрэт» (в соавторстве с Еленой Бычковой и Алексеем Пеховым), городское фэнтези в современных реалиях — о вампире-эмпате Дарэле, обладающем уникальными способностями и чувствующем себя человеком, а также обширной сети вампирских кланов, ведущих постоянную борьбу за власть.
Первая книга цикла, «Киндрэт. Кровные братья», получила литературную премию «Странник» в 2006 году, как лучшее городское фэнтези 2001—2005 гг.
В 2013 году профессиональную литературную премию «Странник» получил роман «Иногда они умирают», написанный по личным впечатлениям авторов от Эверест-трека в Гималаях — подъёма на 5550 м, к базовому лагерю Эвереста.
Сценаристка компьютерных игр, в том числе «King’s Bounty. Легенда о рыцаре» и дополнения «Heroes of Might and Magic V» (в соавторской работе с Еленой Бычковой и Алексеем Пеховым).
Увлекается горным трекингом. Вместе с соавторами совершила высотные пешие восхождения в Гималаях: Эверест-трек (высота 5550 м), Аннапурна-круг (высота 5416 м). По впечатлениям первого из этих подъемов написан роман «Иногда они умирают».

## Биография
Окончила среднюю школу с углубленным изучением литературы, затем университет с красным дипломом. По образованию — детский психолог.
Принимала участие в издании «Энциклопедии для детей» издательства «Аванта+».
Первая литературно-художественная публикация состоялась в 2000 году в интернет-журнале молодых российских писателей «Пролог», при министерстве Культуры РФ (рассказ «Снежный тигр»). Дебютный роман, «Рубин Карашэхра», вышел в феврале 2004 года в издательстве «Альфа-книга».
Член Союза писателей РФ.

## Награды и премии
- «Кинжал Без Имени» (2004), за роман «Рубин Карашэхра».
- «Серебряный Кадуцей» (2004), за роман «Рубин Карашэхра».
- «Королевский Золотой» (2005), за рассказ «Шанс».
- «Странник» (2006), за роман «Киндрэт. Кровные братья».
- «Книга Года» в номинации лучшее продолжение отечественного фэнтези (2007), по версии журнала «Мир Фантастики», за роман «Лучезарный».
- Медаль имени Н. В. Гоголя. За развитие общеславянских культурных традиций и гуманизм в творчестве.
- Медаль имени А. С. Грибоедова. За достижения в литературе.
- «Странник» (2013), за роман «Иногда они умирают».

### Романы
- Иногда они умирают (2012) — в соавторстве с Еленой Бычковой.

Трилогия «Рубин Карашэхра»
- Рубин Карашэхра (2004) — в соавторстве с Еленой Бычковой.
- Заложники Света (2005) — в соавторстве с Еленой Бычковой.
- Лучезарный (2007) — в соавторстве с Еленой Бычковой.

Тетралогия «Киндрэт»
- Кровные братья (2005) — в соавт. с Еленой Бычковой и Алексеем Пеховым.
- Колдун из клана Смерти (2007) — в соавторстве с Еленой Бычковой и Алексеем Пеховым.
- Основатель (2009) — в соавторстве с Еленой Бычковой и Алексеем Пеховым.
- Новые боги (2010) — в соавторстве с Еленой Бычковой и Алексеем Пеховым.

Цикл «Заклинатели»
- Заклинатели (2011) — в соавторстве с Еленой Бычковой и Алексеем Пеховым.
- Ловушка для духа (2014) — в соавторстве с Еленой Бычковой и Алексеем Пеховым.

Цикл «Мастер снов»
- Мастер снов (2014) — в соавторстве с Еленой Бычковой и Алексеем Пеховым.
- Создатель кошмаров (2015) — в соавторстве с Еленой Бычковой и Алексеем Пеховым.
- Эринеры Гипноса (2017) — в соавторстве с Еленой Бычковой и Алексеем Пеховым.

### Повести, рассказы
Сборник «Шанс»
- Снежный тигр (1999) — в соавторстве с Еленой Бычковой.
- Ночь летнего солнцестояния (2007) — в соавторстве с Еленой Бычковой и Алексеем Пеховым.
- Праздник духов (2009) — в соавторстве с Еленой Бычковой.
- Двое с разбитого корабля (2002) — в соавторстве с Еленой Бычковой .
- Перо из крыла ангела (2001) — в соавторстве с Еленой Бычковой.
- Без пятнадцати семь (1991) —  в соавторстве с Еленой Бычковой.
- Рив Д’Арт (2000) — в соавторстве с Еленой Бычковой.
- Glorioza Superba (1998) — в соавторстве с Еленой Бычковой.
- Немного покоя во время чумы (2009) — в соавторстве с Еленой Бычковой и Алексеем Пеховым.
- Шанс (2003) — в соавторстве с Еленой Бычковой.
- Тёмный Охотник — повесть-приквел по миру цикла «Киндрэт», в соавторстве с Еленой Бычковой и Алексеем Пеховым.
- Бесценная награда (2003) — повесть, на основании которой была позже написана трилогия «Рубин Карашэхра», в соавторстве с Еленой Бычковой.
- Исцеление (2000) — в соавторстве с Еленой Бычковой.
- Северная страна (2000) — в соавторстве с Еленой Бычковой.
- Юная роза (2000) — в соавторстве с Еленой Бычковой.

### Переводные издания
Переводное издание романа «Кровные братья» под псевдонимом Lena Meydan. По своей сути это не просто перевод, а адаптация, в которой изменены некоторые сюжетные линии и герои.
- Американское издание, Twilight Forever Rising (презентация состоялась 28 сентября 2010)
- Немецкое издание, Der Clan der Vampire (книга выйдет 21 февраля 2011)

### Дополнительные сведения
- Иллюстрации к книгам Елены Бычковой и Натальи Турчаниновой рисует художник Владимир Бондарь.
- Роман «Кровные братья» был переведен на английский и выпущен в сентябре 2010 года в США издательством TOR. Переводчик — Эндрю Бромфилд (Adrew Blomfield).
- Рассказы «Перо из крыла ангела», «Снежный тигр», «Ночь летнего солнцестояния», «Рив Д’Арт» были прочитаны в радиопередаче Модель для сборки.